# Tour de France 2010/4. Etappe
Die 4. Etappe der Tour de France 2010 am 7. Juli führte über 153,5 km von Cambrai nach Reims. Auf dieser flachen Etappe gab es drei Sprintwertungen sowie eine Bergwertung der 4. Kategorie. Nach dem Ausscheiden David Le Lays und Fränk Schlecks aufgrund von Schlüsselbeinbrüchen während der Etappe am Vortag gingen 189 der 198 gemeldeten Teilnehmer an den Start.

## Rennverlauf
Der reale Start der Etappe erfolgte genau um 14:00 Uhr nach drei Kilometern neutralisiertem Rennen durch Chambrai. Dimitri Champion attackierte schon kurz darauf. Ihm folgte eine Vierergruppe aus Francis De Greef, Nicolas Vogondy, Iñaki Isasi und Iban Mayoz. Gemeinsam konnten sie sich vom Feld absetzen und erreichten einen Maximalvorsprung von etwa vier Minuten. Mayoz gewann den ersten Sprint und die Bergwertung. Die beiden anderen Sprintwertungen sicherte sich De Greef.
Im Feld kam Amets Txurruka zu Fall, konnte aber weiterfahren. Es blieb der einzige Sturz auf dieser ruhigen Etappe. Die Teams Saxo Bank und HTC-Columbia machten die Hauptführungsarbeit, wodurch der Vorsprung der Fünfergruppe wieder zu schrumpfen begann und das Feld die Ausreißer an der kurzen Leine hielt. Vier Kilometer vor dem Ziel wurde De Greef, einen Kilometer später auch die anderen gestellt.
Vor dem Ziel in Reims waren mehrere Kreisverkehre zu durchfahren. Es folgte der erste reibungslose Massensprint dieser Tour de France, den erneut Alessandro Petacchi für sich entscheiden konnte. Mitfavorit Mark Cavendish enttäuschte hingegen, er wurde nur Zwölfter. Thor Hushovd konnte sein Grünes Trikot als Neunter im Ziel verteidigen, auch in den anderen Wertungen gab es keine Veränderungen.

## Sprintwertungen
- 1. Zwischensprint in Walincourt-Selvigny (Kilometer 12,5) (136 m)

| Erster  | Iban Mayoz       | 6 Pkt. |
| Zweiter | Dimitri Champion | 4 Pkt. |
| Dritter | Francis De Greef | 2 Pkt. |
- 2. Zwischensprint in Flavigny-et-Beaurin (Kilometer 49,5) (145 m)

| Erster  | Francis De Greef | 6 Pkt. |
| Zweiter | Iban Mayoz       | 4 Pkt. |
| Dritter | Nicolas Vogondy  | 2 Pkt. |
- 3. Zwischensprint in Brienne-sur-Aisne (Kilometer 128,5) (86 m)

| Erster  | Francis De Greef | 6 Pkt. |
| Zweiter | Iñaki Isasi      | 4 Pkt. |
| Dritter | Nicolas Vogondy  | 2 Pkt. |
- Ziel in Reims (Kilometer 153,5) (108 m)

| Erster   | Alessandro Petacchi    | 35 Pkt. |
| Zweiter  | Julian Dean            | 30 Pkt. |
| Dritter  | Edvald Boasson Hagen   | 26 Pkt. |
| Vierter  | Robbie McEwen          | 24 Pkt. |
| Fünfter  | Robert Hunter          | 22 Pkt. |
| Sechster | Sébastien Turgot       | 20 Pkt. |
| Siebter  | José Joaquín Rojas Gil | 19 Pkt. |
| Achter   | Daniel Oss             | 18 Pkt. |
| Neunter  | Thor Hushovd           | 17 Pkt. |
| Zehnter  | Óscar Freire           | 16 Pkt. |
| 11.      | Gerald Ciolek          | 15 Pkt. |
| 12.      | Mark Cavendish         | 14 Pkt. |
| 13.      | Brent Bookwalter       | 13 Pkt. |
| 14.      | Samuel Sánchez         | 12 Pkt. |
| 15.      | Wassil Kiryjenka       | 11 Pkt. |
| 16.      | Cadel Evans            | 10 Pkt. |
| 17.      | Sandy Casar            | 9 Pkt.  |
| 18.      | Thomas Lövkvist        | 8 Pkt.  |
| 19.      | Geraint Thomas         | 7 Pkt.  |
| 20.      | Carlos Barredo         | 6 Pkt.  |
| 21.      | Sebastian Lang         | 5 Pkt.  |
| 22.      | Bradley Wiggins        | 4 Pkt.  |
| 23.      | Tyler Farrar           | 3 Pkt.  |
| 24.      | Lloyd Mondory          | 2 Pkt.  |
| 25.      | Stuart O’Grady         | 1 Pkt.  |

## Bergwertungen
- Côte de Vadencourt, Kategorie 4 (Kilometer 40,5) (158 m; 1,6 km à 3,9 %)

| Erster  | Iban Mayoz       | 3 Pkt. |
| Zweiter | Francis De Greef | 2 Pkt. |
| Dritter | Iñaki Isasi      | 1 Pkt. |